# Blabia ferina
Blabia ferina är en skalbaggsart som beskrevs av Martins och Maria Helena M. Galileo 1995. Blabia ferina ingår i släktet Blabia och familjen långhorningar. Inga underarter finns listade.